# Szuffragáneus egyházmegye
A szuffragáneus egyházmegye az egyháztartományhoz tartozó egyházmegye a katolikus egyházban, mely bizonyos ügyekben az egyháztartományt vezető metropolita alá van rendelve. Az elnevezés a 8. századból ered, és a latin suffragium, azaz szavazat szóból ered. Ez a szuffragáneus püspökök szavazati jogára utal, a metropolita ugyanis sok esetben csak a püspökök többségi támogatásával dönthetett. Ez a gyakorlat a mai napig fenn maradt az egyháztartományi zsinat összehívásában, ezt ugyanis a metropolita csak a szuffragáneus püspökök többségének egyetértésével teheti meg.
A metropolita a szuffragáneus egyházmegyékben bizonyos jogkörökkel bír, azonban ezek igen szűk mozgásteret engedélyeznek neki. Mára lényegében három dologra korlátozódott a joga:
- Felügyeli a hit és az egyházi fegyelem megtartását, ha pedig visszaélést észlel, értesíti erről a pápát.
- Elvégzi a kánoni vizitációt,[4] ha a megyéspüspök ezt elmulasztotta, és a Szentszék erre külön engedélyt ad.
- Meghatározott esetekben kijelöli az egyházmegyei kormányzót.

Ezen kívül további kormányzati hatalommal nem bír a szuffragáneus egyházmegyék fölött, azonban a liturgikus szertartásokat az egyháztartomány minden templomában úgy végezheti, mint a püspök a saját egyházmegyéjében.